# Orthorexia nervosa
Orthorexia nervosa (orthos = recht of juist, orexis = (eet)lust en nervosa = van psychische aard) is een eetstoornis waarbij iemand lijdt aan een preoccupatie of zelfs obsessie heeft voor gezond eten. Orthorexia nervosa is niet opgenomen in de DSM-5 als erkend ziektebeeld. Bij orthorexia is er sprake van een intensieve dwangmatigheid in het binden aan een bepaalde voedingswijze. Het denken en gedrag past zich ernaar aan. Kenmerkend voor orthorexia is dat de kwaliteit van het eten gezien wordt als kwaliteit van het leven. Vaak mijdt de persoon bepaalde soorten voedsel. Hierdoor kan de persoon te weinig en onvoldoende gevarieerd eten. In sommige gevallen kan het obsessieve gedrag ook tot problemen in de sociale omgang leiden. 

## Etymologie
De aandoening is voor het eerst in 1997 beschreven door Steven Bratman, een Amerikaanse arts en expert op het gebied van alternatieve geneeswijzen. Het woord is afkomstig uit het Grieks: orthos betekent correct en orexis eetlust.

## Oorzaken
Net als bij veel andere eetstoornissen wordt van orthorexia de oorzaak gezocht in de onderliggende emoties en gedachten. Orthorexia ontwikkelt zich vaak als een persoon zich niet goed voelt over zichzelf zonder strikte eetregels. Ze mijden voedsel waarvan ze denken dat het "slecht" is, vanuit een gevoel van onveiligheid of onwaardigheid als ze dat voedsel tot zich zouden nemen. Ook kan het zijn dat iemand met orthorexia zich overmatig overlaadt met nutriënten, omdat ze niet kunnen leven met de gedachte dat ze een tekort zouden hebben. Naast erfelijke aanleg, worden oorzaken gevonden in zowel psychische als omgevingsfactoren zoals traumatische gebeurtenis(sen), faalangst en perfectionisme, angst om de controle over zichzelf te verliezen, onrealistisch zelfbeeld. Orthorexia nervosa is een relatief nieuwe eetstoornis. De bijdrage van sociale media aan deze stoornis is groot: de gezondheidshype die op deze platformen een podium vindt, zorgt ervoor dat grote groepen kwetsbare mensen meegezogen worden in een tunnelvisie. Vaak voelt men zich wel superieur door het gevolgde dieet, waardoor het lijkt alsof de persoon geen gebrek aan eigenwaarde heeft. Orthorexia nervosa komt vaker voor bij diëtisten en mensen die werken in de gezondheidszorg.

## Bekende mensen met de stoornis
Hoewel de stoornis niet opgenomen is in de DSM-5, zijn er bekende mensen die aangeven er toch aan te lijden, zoals:
- Jet van Nieuwkerk[5]
- KallMeKris[6]